# 목적암기
목적암기는 대한민국 국군 신병 및 부사관, 장교의 기본군사 훈련시 교육하는 내용이며, 일부의 경우 결의를 다지기 위해 아침, 저녁 점호간에 당직사령/관에 의해 선창후창하기도 한다.

## 국군의 이념
국군은 국민의 군대로서 국가를 방위하고 자유민주주의를 수호하며 조국의 통일에 이바지함을 그 이념으로 한다.

## 국군의 사명
국군은 대한민국의 자유와 독립을 보전하고 국토를 방위하며 국민의 생명과 재산을 보호하고 나아가 국제 평화유지에 이바지함을 그 사명으로 한다.

## 육군 복무신조
〈우리의 결의〉
우리는 국가와 국민에 충성을 다하는 대한민국 육군이다.
하나, 우리는 자유민주주의를 수호하며 조국통일의 역군이 된다.

둘,   우리는 실전과 같은 훈련으로 지상전의 승리자가 된다.

셋,   우리는 법규를 준수하고 상관의 명령에 복종한다.

넷,   우리는 명예와 신의을 지키며 전우애로 굳게 단결한다.

## 공군의 목표
대한민국 공군은 항공우주력을 운영하여
- 첫째, 전쟁을 억제하고
- 둘째, 영공을 방위하며
- 셋째, 전쟁에서 승리하고
- 넷째, 국익을 증진한다

## 단결
모든 부대는 군기가 상징하는 부대의 전통과 명예를 위하여 지휘관을 중심으로 굳게 단결하여야 한다. 전쟁의 승리는 오직 단결된 힘에 의하여 얻을 수 있다. 단결의 요체는 전원이 한마음 한뜻으로 뭉쳐 준법정신, 희생정신, 공사의 명확한 구분과 상호이해를 바탕으로 공동의 목표를 달성하기 위하여 모든 역량을 통합, 집중하는 데 있다.

## 명령
명령이라 함은 상관이 부하에게 발하는 직무상의 지시를 말하며 발령자의 의도와 수령자의 임무가 명확하고 간결하게 표현되어야 한다.

## 복종
부하는 상관의 명령에 복종하여야 하며 명령받은 사항은 신속, 정확하게 실행하여야 한다.

## 공군의 결의
우리는 자랑스러운 필승의 공군이다. 엄정한 군기아래 깨끗하고 씩씩하며, 서로 도와 단결하여 책임을 완수하고 나아가서 싸우면 반드시 이긴다.

## 군인정신
군인정신은 전쟁의 승패를 좌우하는 필수적인 요소이다. 그러므로 군인은 명예를 존중하고 투철한 충성심, 진정한 용기, 필승의 신념, 임전무퇴의 기상과 죽음을 무릅쓰고 책임을 완수하는 숭고한 애국애족의 정신을 굳게 지녀야 한다.

## 군기
군기는 군대의 규율이며 생명과 같다. 군기를 세우는 목적은 지휘체계를 확립하고 질서를 유지하며 일정한 방침에 일률적으로 따르게 하여 전투력을 보존, 발휘하는 데 있다. 그러므로 군대는 항상 엄정한 군기를 세워야 한다. 군기를 세우는 으뜸은 법규와 명령에 대한 자발적 준수와 복종이다. 따라서 군인은 정성을 다하여 상관에게 복종하고 법규와 명령을 지키는 습성을 길러야 한다.

## 경례의 목적
국가권위에 대한 충성심의 표시이며 상관에 대한 자발적인 복종심과 부하에 대한 자애심의 발로인 동시에 상하상호간 그 직책과 직위에 대한 인식이며 또한 엄숙한 군기를 겉으로 드러낸 상징이다. 그러므로 경례는 항상 엄숙, 단정하게 실시 하여야 한다.

## 차려 자세의 목적
차려 자세는 군인의 기본자세이다. 그러므로 안으로는 군인정신이 충일하고 밖으로는 항상 엄숙 단정하여야 한다.

## 외출, 외박 및 휴가의 목적
외출, 외박 및 휴가의 목적은 군인으로 하여금 병영생활로부터 일시적으로 떠나 영외에서 각종 용무를 해결하거나 가사를 돕고 심신의 피로를 회복함으로써 사기를 높여 내무생활의 명랑화를 기하고 나아가서는 전투력 배양에 도움을 주는 데 있다.

## 장교의 책무
장교는 군대의 기간(基幹)이다. 그러므로 장교는 그 책임의 중대함을  자각하여 직무수행에 필요한 전문지식과 기술을 습득하고, 건전한 인격 도야와 심신 수련에 힘쓸 것이며 처사를 공명정대히하고 법규를 준수하며 솔선수범 함으로써 부하로부터 존경과 신뢰를 받아 역경에 처하여서도 올바른 판단과 조치를 할 수 있는 통찰력과 권위를 갖추어야 한다.

## 사관생도 신조
1. 우리는 국가와 국민을 위하여 생명을 바친다.
2. 우리는 언제나 명예와 신의 속에 산다.
3. 우리는 안일한 불의의 길보다 험난한 정의의 길을 택한다.

## 학군사관후보생신조
1. 우리는 조국수호와 민족의 번영을 위하여 젊음을 바친다.
1. 우리는 장교 후보생으로서 긍지와 자부심을 가지고 항상 솔선수범한다.
1. 우리는 올바른 가치관 형성과 전기 전술 연마를 위하여 부단히 노력한다.

## 부사관의 책무
부사관은 군 전투력 발휘의 중추적인 역할을 수행하며 군사전문성을 바탕으로 전투지휘자로서 전시에는 전투에서 승리할 수 있도록 부하들을 이끌며 평시에는 부하들의 전투기술을 향상시키기 위한 교육훈련을 주도하여야 한다. 또한, 전투기술자로서 해당 무기체계 및 장비 운용/유지보수의 전문가가 되어야 하며, 기능분야 전문가로서 전투력 발휘 및 유지와 관련된 지원업무를 수행하여야 하며, 부대전통 계승자로서 전투중심의 부대전통을 유지하고 이를 계승하고 발전시켜야 한다.

## 기갑신조
1. 우리는 의리에 죽고 의리에 산다.

2. 우리는 상하일심동체로 단결한다.

3. 우리는 백절불굴의 투지에 산다.

4. 우리는 임전무퇴의 용기에 산다.